# Liste der Monuments historiques in Pierremont-sur-Amance
Die Liste der Monuments historiques in Pierremont-sur-Amance führt die Monuments historiques in der französischen Gemeinde Pierremont-sur-Amance auf.

## Liste der Objekte
| Bezeichnung                    | Beschreibung                                                                                        | Standort                                                        | Kennzeichnung | Schutzstatus | Datum | Bild |
| ------------------------------ | --------------------------------------------------------------------------------------------------- | --------------------------------------------------------------- | ------------- | ------------ | ----- | ---- |
| Hauptaltar                     | Antependium, Retabel und zwei Skulpturen; holz, farbig gefasst, Ende des 17. Jahrhunderts           | Pierrefaites, in der Kirche Notre-Dame-en-son-Assomption (Lage) | PM52001444    | Classé       | 2000  |      |
| Kanzel                         | Holz, farbig gefasst, um 1777 von Antoine Besançon                                                  | Pierrefaites, in der Kirche Notre-Dame-en-son-Assomption (Lage) | PM52001447    | Classé       | 2000  |      |
| Triumphbogen                   | Schmiedeeisen, zwischen 1777 und 1786                                                               | Pierrefaites, in der Kirche Notre-Dame-en-son-Assomption (Lage) | PM52002043    | Inscrit      | 2000  |      |
| Josefsaltar                    | rechter Seitenaltar; Altartisch und Schnitzretabel; Holz, farbig gefasst, 1783 von Antoine Besançon | Pierrefaites, in der Kirche Notre-Dame-en-son-Assomption (Lage) | PM52001445    | Classé       | 2000  |      |
| Wandvertäfelung des Chorraums  | Holz, zwischen 1777 und 1786                                                                        | Pierrefaites, in der Kirche Notre-Dame-en-son-Assomption (Lage) | PM52002044    | Inscrit      | 2000  |      |
| Schutzengelaltar               | rechter Seitenaltar; Altartisch und Schnitzretabel; Holz, farbig gefasst, 1783 von Antoine Besançon | Pierrefaites, in der Kirche Notre-Dame-en-son-Assomption (Lage) | PM52001446    | Classé       | 2000  |      |
| Gemälde Reuige Maria Magdalena | Ölfarbe auf Leinwand, zweite Hälfte des 17. Jahrhunderts                                            | Pierrefaites, in der Kirche Notre-Dame-en-son-Assomption (Lage) | PM52001466    | Classé       | 2007  |      |